# Кривцов, Николай Иванович (губернатор)
Николай Иванович Кривцов (1791—1843) — англоман пушкинского времени, тульский (1823—1824), воронежский (1824—1826) и нижегородский (1827) губернатор. Приятель Пушкина и адресат нескольких его стихотворений.

## Биография
Родился 21 января (1 февраля) 1791 года в селе Тимофеевское Болховского уезда, Орловского нкаместничества. Происходил из небогатых орловских дворян, состоявших в близком родстве с отцом И. С. Тургенева — С. Н. Тургеневым. Два младших брата его воспитывались на средства императора Александра в одном пансионе в Швейцарии; один из них, Сергей, был впоследствии в числе декабристов; другой, Павел, в звании камергера служил Министерстве иностранных дел и в 1840-х годах был старшим секретарём миссий в Риме и при тосканском дворе, помимо этого, был начальником русских художников, посылаемых Академией художеств в Рим.
До 16 лет обучался дома, затем Сергеем Николаевичем Тургеневым был привезён в Санкт-Петербург и 1 сентября 1807 года зачислен юнкером в лейб-гвардии Егерский полк. Участие в войне 1812 года начал в чине поручика; в сражении под Бородино был ранен в левую руку и попал в плен. Лечился в Москве и при освобождении столицы спас раненых французов от разъяренной толпы (позднее за это он был награждён французским орденом Почётного легиона).
В походе за границу, в сражении под Кульмом, ядром ему оторвало ногу и это положило конец его военной службе. После продолжительного лечения решил поступить на гражданскую службу. Но прежде, с 1814 по 1817 год, занимался самообразованием: в Женеве и затем в Париже слушал лекции по технологии, физике, политической экономии, литературе, праву; изучал ланкастерскую систему обучения и написал о ней записку, которая была представлена императору Ф. Лагарпом, с которым Кривцов сблизился и который ввёл его в круг широко образованных людей — его постоянными собеседниками были Грегуар, Ж. Б. Сей, Конт.
Пусть остылой жизни чашу

 Тянет медленно другой;

 Мы ж утратим юность нашу

 Вместе с жизнью дорогой;

 Каждый у своей гробницы

 Мы присядем на порог:

 У пафосския царицы

 Свежий выпросим венок,

 Лишний миг у верной лени,

 Круговой нальём сосуд —

 И толпою наши тени

 К тихой Лете убегут.

 Смертный миг наш будет светел;

 И подруги шалунов

 Соберут их легкой пепел

 В урны праздные пиров.
Приехав в Петербург в 1817 году, вступил в тот литературный круг, который собирался около Карамзина, Жуковского, Вяземского. Хотя и «не был записан в арзамасском штате, но был приятелем всех арзамассцев», — вспоминал о нём Вяземский.
На петербургском вечере у братьев Тургеневых 28 июня 1817 года познакомился с Александром Пушкиным. Их приятельство продолжалось до отъезда Кривцова в Лондон, причём Пушкин дал ему в дорогу экземпляр «Орлеанской девственницы» с надписью «Другу от друга».
По некоторым сведениям Кривцов неодобрительно относился к светским шалостям поэта, пытался наставлять его в беседах и переписке. В то же время А. И. Тургенев в письме к Вяземскому от 28 августа 1818 года сетует на то, что именно Кривцов «не перестает развращать Пушкина и из Лондона прислал ему безбожные стихи». Кривцов и Пушкин не раз пересекались и позднее, в 1830-е годы, когда бывший губернатор временами наезжал в столицы из своего имения.
Александр I, которому Кривцов был рекомендован Лагарпом, оказывал ему большое внимание; он был сделан камергером, определён в Министерство иностранных дел и с 1 января 1818 года состоял при посольстве в Лондоне, где сблизился с Д. Н. Блудовым. В Англии усердно изучал английские учреждения и английский быт; английская жизнь в замках казалась ему идеалом частного существования.
В 1821 году был отозван из Лондона и тогда же женился. В чине статского советника в 1923 году (5 октября или 16 апреля был назначен губернатором Тульской губернии, а 26 февраля 1824 года переведён Воронежским губернатором. Но здесь его горячность, не раз и прежде ему вредившая, навлекла ему особенно сильные неприятности: изобличив в явной недобросовестности секретаря губернского правления, он резко раскритиковал его в самом присутствии; по требованию секретаря составлен был об этом протокол; другие чиновники, тоже не отличавшиеся честностью, рады были избавиться от молодого, энергичного и безусловно честного губернатора; делу был придан такой вид, что Кривцов страдает припадками умопомрачения. В итоге 12 сентября 1826 года он стал нижегородским губернатором.
Но уже 3 апреля 1827 года Кривцова отозвали из Нижнего Новгорода за «строптивый и запальчивый характер» и ему было предложено место в Департаменте герольдий, но он предпочёл выйти в отставку и поселиться в имении жены Любичи Кирсановского уезда Тамбовской губернии, на границе с Саратовской губернией, на берегу реки Вяжли, впадающей в реку Ворону; здесь он устроил себе усадьбу совершенно в английском вкусе, с удобным, изящным, хотя и не роскошным домом, с прекрасным парком, с отличным хозяйством.
Местность эта изобиловала помещиками, отличающимися немалыми дарованиями. В трёх верстах, в селе Умёте, жило семейство Чичериных, главный представитель которого, отец известного ученого Б. Н. Чичерина, был человек высокого ума и редких нравственных качеств; в 15 верстах, в имении Мара, жило семейство Баратынских, поэт и его братья, все замечательно даровитые люди; между Любичами, Уметом и Марой были постоянно живейшие сношения. Жизнь в этих трёх поместьях отличалась самым высоким умственным уровнем. Широкую, мастерскую картину её дал B. Н. Чичерин в своей статье, которую он написал в виде предисловия к предполагавшемуся изданию дневника Кривцова — предисловие это напечатано в «Русском архиве» (1890. — Т. — С. 501—525.).
Н. Кривцов занимал среди своих соседей первенствующее положение и по своим годам, и по обширному своему уму и образованию, между бумагами его, после его смерти, были найдены проекты освобождения крестьян, а также три письма от Пушкина. Дневник Кривцова до сих пор ждёт издателя.
Был награждён орденами Святого Владимира 4-й степени с бантом и Святой Анны 2-й степени.

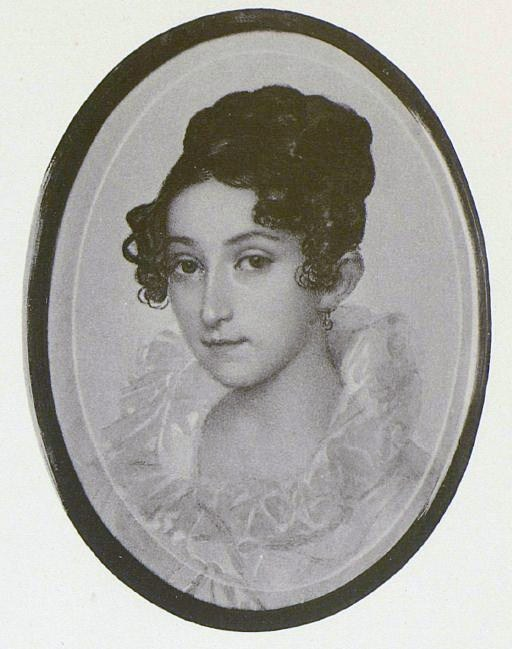
Екатерина Кривцова

Умер 31 июля (12 августа) 1843 года.

## Семья
По возвращении из Лондона женился на Екатерине Фёдоровне Вадковской (1798 или 1801 — 1861), фрейлине двора, дочери сенатора Фёдора Фёдоровича Вадковского, внучке графа Ивана Григорьевича Чернышёва, родной сестре двух братьев декабристов. Её роман с Кривцовым продолжался несколько лет и наконец увенчался успехом. Венчание было в Петербурге 12 ноября 1820 года в Симеоновской церкви на Моховой, поручителем по жениху был граф Г. И. Чернышёв и Н. М. Карамзин, по невесте — мать её Е. И. Вадковская. По характеристике современника, Екатерина Фёдоровна была «женщина, которая с высшим изяществом форм соединяла тонкий, живой, наблюдательный и несколько насмешливый ум, а вместе с тем и глубокие чувства. В молодости она была очаровательной собеседницей и всегда была искренним другом». С юных лет она проявляла живейший интерес к русской литературе, была лично знакома со многими известными писателями. В 1826 году за кражу драгоценностей у Кривцовой был лишён дворянского звания её родственник Николай Обресков.
По причине «сократических» наклонностей Кривцова, брак его не был счастливым. Дочь Софья Николаевна (1821—1901), вышла замуж за этнографа Помпея Николаевича Батюшкова, младшего брата поэта К. Н. Батюшкова.